# Hội đồng Bộ trưởng Đỗ Mười
Hội đồng Bộ trưởng Đỗ Mười, hay còn được gọi là Chính phủ Quốc hội khóa VIII là chính phủ thứ 33 của Việt Nam, và được Quốc hội khóa VIII phê chuẩn thông qua.
Người đứng đầu chính phủ là Chủ tịch Hội đồng Bộ trưởng Đỗ Mười. Ông được Quốc hội bầu ra tại một kỳ họp giữa Quốc hội khóa VIII sau cái chết của Chủ tịch Hội đồng Bộ trưởng đương nhiệm Phạm Hùng.